# Куликов Анатолій Сергійович
Анатолій Сергійович Куликов (рос. Анато́лий Серге́евич Кулико́в, народ. 4 вересня 1946 Айгурський, Ставропольський край, РРФСР) — радянський та російський військовий та політичний діяч, генерал армії (1995). Заступник голови уряду Російської Федерації (1997—1998), міністр внутрішніх справ та командувач внутрішніх військ МВС. Один з командуючих військ під час подій вересня-жовтня у Москві та першої російсько-чеченської війни.

## Біогоафія
Брав участь в регулюванні осетинсько-інгуського конфлікті. З грудня 1992 по 1995 — заступник міністра внутрішніх справ — командувач внутрішніх військ МВС. Один з головних та активних учасників протистояння у Москві 1993 на стороні Єльцина та Черномирдіна. Брав участь у бойовоми зіткненні у телебудівлі "Останкіно" 3 жовтня проти анти-єльцинського ополчення.
До 6 листопада 1995 році — член Ради по справах козачіства при Президенті Росії.
З лютого по липень 1995 році — командучас об'єднанного групування федеральних військ на території Чеченської республіки та один з керівників російських військових під час першої чеченської війни. Під час операції зі звільнення Будьоновська намагався організувати операцію по знищенню чеченських бойовиків, однак останнім вдалось втікти.
З липня 1995 — міністр внутрішніх справ. 9 листопада того ж року Указом Єльцина отримав звання генерала армії. Входив до складу Ради безпеки РФ та Ради оборони РФ.
В грудні 1999 був обраним депутата Державної думи 3-го скликання та в грудні 2003 в 4-му скликанні від партії Єдина Росія.
З травня 2012 року — помічник міністра внутрішніх справ.
В грудні 2023 року погрожував та заликав захоплювати Одеську та Миколаївську області для того аби деморалізувати Захід брати Україну до НАТО.

## Військові звання
- підполковник (1978)
- генерал-майор (15.02.1988)
- генерал-лейтенант (19.02.1993)
- генерал-полковник (07.10.1993)
- генерал армії (07.11.1995)